# Словенске Правно
Словенске Правно (слч. Slovenské Pravno) насељено је мјесто са административним статусом сеоске општине (слч. obec) у округу Турчјанске Тјеплице, у Жилинском крају, Словачка Република.

## Становништво
| Година:    | 1994. | 2004.   | 2014.   | 2024.   |
| ---------- | ----- | ------- | ------- | ------- |
| Број људи: | 957   | 952     | 940     | 878     |
| Разлика:   |       | -0,52 % | -1,26 % | -6,59 % |

| Година:    | 2023. | 2024.   |
| ---------- | ----- | ------- |
| Број људи: | 887   | 878     |
| Разлика:   |       | -1,01 % |

Према подацима о броју становника из 2011. године насеље је имало 960 становника.